# Distretto di Barcs
Il distretto di Barcs (in ungherese Barcsi járás) è un distretto dell'Ungheria, situato nella provincia di Somogy.